# José Joaquín de Mora
José Joaquín de Mora e Sánchez (Cádis, 10 de janeiro de 1783 - Madri, 3 de outubro de 1864) foi um escritor, educador, jornalista, poeta, jurista e político espanhol.

## Biografia
Estudou leis e foi, muito jovem, professor de Filosofia na Universidade de Granada,  onde teve como aluno a outra inteligência precoz, Francisco Martínez da Rosa, com quem fez amizade. Em Cádis conheceu também com Antonio Alcalá Galiano. Durante a Guerra da Independência incorporou-se ao exército e combateu em Bailén, mas foi feito prisioneiro em 1809 e esteve internado em França até 1814. Ali casou-se com uma francesa muito culta, Françoise Delauneux, que possivelmente lhe ajudou em seus numerosos trabalhos literários. Ao concluir a guerra regressou a Cádis e teve a famosa polémica com Juan Nicolás Böhl de Faber, pai da novelista Fernán Caballero, sobre o Romantismo, que Mora recusava, sobretudo pelo Neoclassicismo do que estava imbuído e porque a versão que desta estética oferecia Böhl era antiliberal e lhe recordava demasiado ao obscurantismo da Espanha barroca; também porque Francisca Larrea, esposa de Böhl de Faber, não se levava bem com a esposa francesa de Mora. Anos mais tarde, inclusive, Mora acercar-se-á à estética romântica e traduzirá a novela histórica de Walter Scott Ivanhoe (1825). A começos de 1815 marcha a Madri com a intenção de trabalhar como advogado, mas ali se entrega por completo à literatura, prosseguindo a polémica com Böhl. Traduziu várias obras do francês e do inglês e distinguiu-se como jornalista na Crónica Científica e Literária, que fundou em 1817 e durou até 1820, em sua continuação O Constitucional, na Minerva Nacional e em outras publicações, tanto em prosa como em verso, em questões literárias e em políticas. Durante o Trienio Liberal (1820-1823) não cessa esta indigente actividade: colaborou, redigiu e dirigiu numerosos jornais liberais madrilenos, até o ponto de ganhar-se o sobrenome de Luca fa presto pela rapidez com que escrevia artigos de todo o género.
A Londres veio a invasão dos Cem mil filhos de San Luis, em 1823 emigrou à Londres ao igual que outros liberais espanhóis e permaneceu em Inglaterra até finais de 1826. Com ajuda do editor Ackermann fundou Não me esqueças, uma espécie de almanaques em prosa e verso dos que se publicaram seis volumes entre 1824 e 1829, os quatro primeiros com traduções e poemas de Mora, e os dois últimos confeccionados por Pablo Mendíbil. Foi o director e redactor único do Museu Universal de Ciências e Artes (1824-1826) e do Correio Literário e Político de Londres, obras todas estas dirigidas sobretudo aos hispanoamericanos. Seguiu colaborando com Ackermann em escrever e divulgar pela Hispanoamérica recém emancipada os famosos Catecismos, manuais sobre diversas matérias e disciplinas científicas, que serviram assim de livros de texto nuns países que careciam deste tipo de obras. Em Londres fez amizade com os hispanoamericanos Bernardino Rivadavia, o poeta, filólogo e gramático Andrés Belo e o poeta José Joaquín Olmedo. Em contacto com a estética romântica, Mora modifica sua inicial rejeição por esta estética e estabelece a equação Liberalismo = Romantismo, proclamada depois por Víctor Hugo. Os gravados de William Blake motivam seus Meditacões poéticas, publicadas em Londres em 1826 e onde mostra em forma muito definida um espírito evangélico que faz pensar em sua conversão ao protestantismo.

## Em América
Requerido por Rivadavia, marchou a Buenos Aires a fins de 1826 e chegou em 1827. Nesse ano dirigiu a Crónica Política e Literária e O Conciliador, ao serviço de seu amigo o presidente Rivadavia. Esteve em Chile entre 1828 e 1831. Ali organizou o Liceo de Chile, fundou O Mercurio Chileno (1828-1829), revista de difusão científica e cultural com a colaboração do médico espanhol José Passamán, além do botânico italiano Carlos Bertero, O Constituinte e redigiu a Constituição de 1828 de dito país. Ali estreou suas comédias O marido ambicioso e O embrollón.
Produto de uns versos críticos chamados O Um e o Outro que segundo os ditos populares ocasionaram a morte do Presidente, o governo conservador de José Tomás Ovalle o enviou exilado ao Peru em fevereiro (1831-1834), onde criou o Ateneo, fez amizade com o satírico Felipe Pardo e Aliaga e se dedicou ao ensino privado. Publicou uma obra miscelânea a semelhança de suas Não me esqueças londrinas, Aguinaldo. Em Bolívia (1834-1837) escreveu a favor do presidente Andrés de Santa Cruz, que lhe chamou pára que fosse catedrático de Literatura em 1834 da Universidade Maior de San Andrés em La Paz. Em Bolívia compôs a maior parte de suas Lendas espanholas. Foi agente de Santa Cruz em Londres (1837-1843) e em Madri (1843-1847) como cônsul da Confederação Peru-Boliviana.

## Últimos anos
Depois de vinte anos exilado em Grã-Bretanha e Hispanoamérica, Mora regressou a Espanha em 1843. Em 1844 foi designado director do Colégio de San Felipe Neri em Cádis. Foi nomeado académico da Real Academia Espanhola em 1848 e cônsul de Espanha em Londres em três ocasiões (1850-1851, 1853-1854, 1856-1858). Esta actuação oficial, bem como o perigo pessoal ao confessar-se abertamente como protestante, possivelmente explicam por que José Joaquín de Mora preferiu não usar seu nome completo em seus hinos para as Igrejas evangélicas, as assinando unicamente como "Mora"; em Londres colaborou com Thomas Parker na redacção de revista-a protestante O Alba, que era introduzida clandestinamente em Espanha. Como resultado deste secretismo, seu nome está sócio ao de um liberal religioso e político, mas não evangélico nem protestante. No entanto, a Sociedade Religiosa de Tratados (Edimburgo, Escócia) escreve sobre ele: "Distinto expatriado protestante espanhol residente em Londres. Célebre poeta cuja poesia hímnica se baseia nos modelos de W. Cowper, A. Watts, J. Newton, J. Addison, J. Montgomery e outros". Morreu em Madri, a 3 de outubro de 1864, aos 81 anos de idade.

## Obra
Escreveu sobre direito e filosofia em função de seu labor docente, o que mais gostava, mas também de numerosos artigos, cartas e poemas. Editou umas Poesias (1836 e 1853), quase todas neoclássicas mas progressivamente influídas pelo Romantismo, e em particular pela obra de Lord Byron. Quis manter-se equidistante entre o Neoclassicismo e Romantismo e seus poemas foram muito falados por Ferdinand Wolf em sua Floresta de rimas castelhanas modernas. São já plenamente românticas por estrutura e temas suas Lendas espanholas (1840), entre as que se incluem composições como "Dom Opas", "A judia", "A bordadora de Granada", "O boticário de Zamora", "O filho de Don Farfán" ou "Hermijio e Gotona". Alternada nelas o verso de onze, sete e oito sílabas em pareados endecasílavos, oitavas reais e outras estrofes. De seus interesses linguísticos dá fé sua Colecção de sinónimos da língua castelhana (1855). Editou também as obras de Fray Luis de Granada, que até então corriam muito deturpadas e estragadas por causa de suas devaneios com a Inquisição e o Protestantismo.
Introduziu as teorias jurídicas de Jeremías Bentham desde sua cátedra de Granada e traduziu ao ateu Barón de Holbach, a Fénelon e o folheto de François René de Chateaubriand contra Napoleão e em defesa dos Borbones de França.

## Relação de suas obras

### Traduções
- De Bonaparte e dos Borbones François René de Chateaubriand; traduzido ao castelhano por José Joaquín de Mora Cádiz, 1814.
- Nino II: tragédia escrita em francês por Mr. Brifaut; traduzida ao castelhano por José Joaquín de Mora e representada no Teatro do Príncipe na noite do 2 de junho de 1818, Madri : s.n., s.a.
- Conselhos que dirige às Cortes e ao Povo Espanhol Jeremías Bentham traduzidos do inglês por José Joaquin de Mora Madri, 1820. Trata-se da tradução do panfleto de Jeremy Bentham titulado "Letter to the Spanish Nation on a Then Proposed House of Lords", inédito em inglês quando se publicou a tradução de Mora.
- Ensaio sobre as preocupações escrito em francês pelo Baron de Holbach; e traduzido com correcções e adições por José Joaquín de Mora Madri: Na livraria estrangeira de F. Denné, 1823; outra edição com o título A moral universal ou Os deveres do homem fundados em sua natureza pelo Barón de Holbach; aumentada com o interessante discurso que publicou este célebre escritor sobre a origem e estado das preocupações; traduzido pelo literário D. J. J. de Mora Madri, 1840
- Memórias da Revolução de Megico e da espedición do Geral D. Francisco Javier Mina : às que se agregaram algumas observações sobre a comunicação projectada entre os dois oceanos, Pacífico e Atlántico escritas em inglês por William Davis Robinson e traduzidos por Jose Joaquin de Mora Londres: R. Ackermann, 1824 (Impresso por Carlos Wood)
- Francesco Saverio Clavigero (Francisco Javier Clavijero), História antiga de México: sacada dos melhores historiadores espanhóis e dos manuscritos e das pinturas antigas dos índios traduzida do italiano por José Joaquín de Mora Londres: R. Ackermann, Strand, 1824[1]
- Compendio das vidas dos filósofos antigos escritos em francês por Fenelon e traduzidos ao castelhano por J.J. de Mora Paris: livraria de Cormón e Blanc, 1825
- Obras do V.P.M. Fray Luis de Granada com um prólogo e a vida do autor por José Joaquín de Mora Madri, 1848-1849.

### Obra original
- Meditaciones poéticas. Londres: R. Ackermann, 1826. Doze poemas originais inspirados nos gravados que realizou William Blake para o poema de Robert Blair The Grave (A tumba). Como diz o próprio José Joaquín de Mora na "Advertência" inicial: "As composições poéticas contidas neste volume devem considerar-se somente como ilustrações das estampas. Elas encerram a verdadeira poesia da obra, pois não são menos admiráveis pela correcção do desenho, e pelo mérito da execução, que pelo atrevimiento do desígnio, e pela sublime inteligência que reina nas alegorias. (...) O autor dos versos não tem feito mais que indicar os assuntos das estampas, tentando imitar os giros e o estilo que empregaram na Poesia Sagrada os homens eminentes que a cultivaram em Espanha no século XVI: ainda que tem dado mais latitud à parte filosófica que à mística".
- Curso de direitos do Liceo de Chile Tomo 1° (único): Direito Natural e Direito de Jentes Santiago de Chile: Imprenta Republicana, 1830.
- Da liberdade do comércio Sevilla: Calvo-Loiro e Companhia, Editores, 1843
- Poesias de José Joaquín de Mora Cádiz: Livraria de feros, 1836 .
- Poesias Madri e Paris, 1853
- Lendas espanholas, Paris: Livraria de Dom Vicente Salvá, 1840, Cádiz, 1840.
- Colecção de sinônimos da língua castelhana Madri: Imprenta Nacional, 1855
- Quadros da história dos árabes: desde Mahoma até a conquista de Granada Londres: R. Ackermann, Strand, 1826 (Impresso por Carlos Wood)
- Não me esqueças: colecção de produções em prosa e verso Londres: Ackermann, 1825
- Não me esqueças: colecção de produções em prosa e verso Londres: Ackermann, 1826
- Não me esqueças : colecção de produções em prosa e verso Londres: Ackermann, 1827
- Memória sobre portos francos Madri, 1844.
- Dom Juan: poema. Madri: Estabelecimento Tipológico e Imprenta Peninsular, 1844. Versão inconclusa do célebre Dom Juan de Byron que Mora publicou de forma anónima.[2]
- Cursos de Lógica e Ética segundo a Escola de Edimburgo Madri, 1845
- O Galo e a pérola: novela original Madri, 1847